# Marienstiftskirche (Lich)

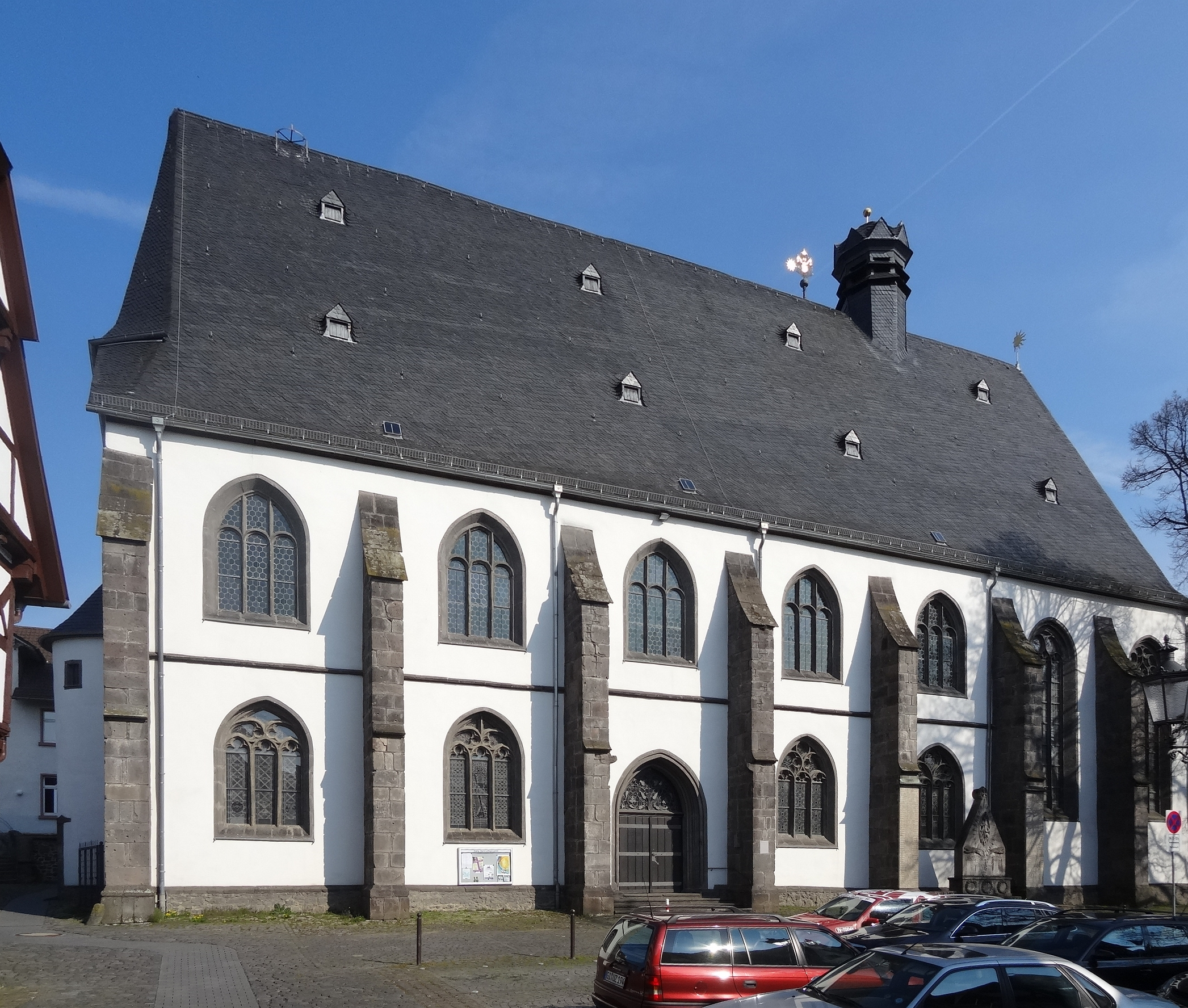
Südseite der Marienstiftskirche

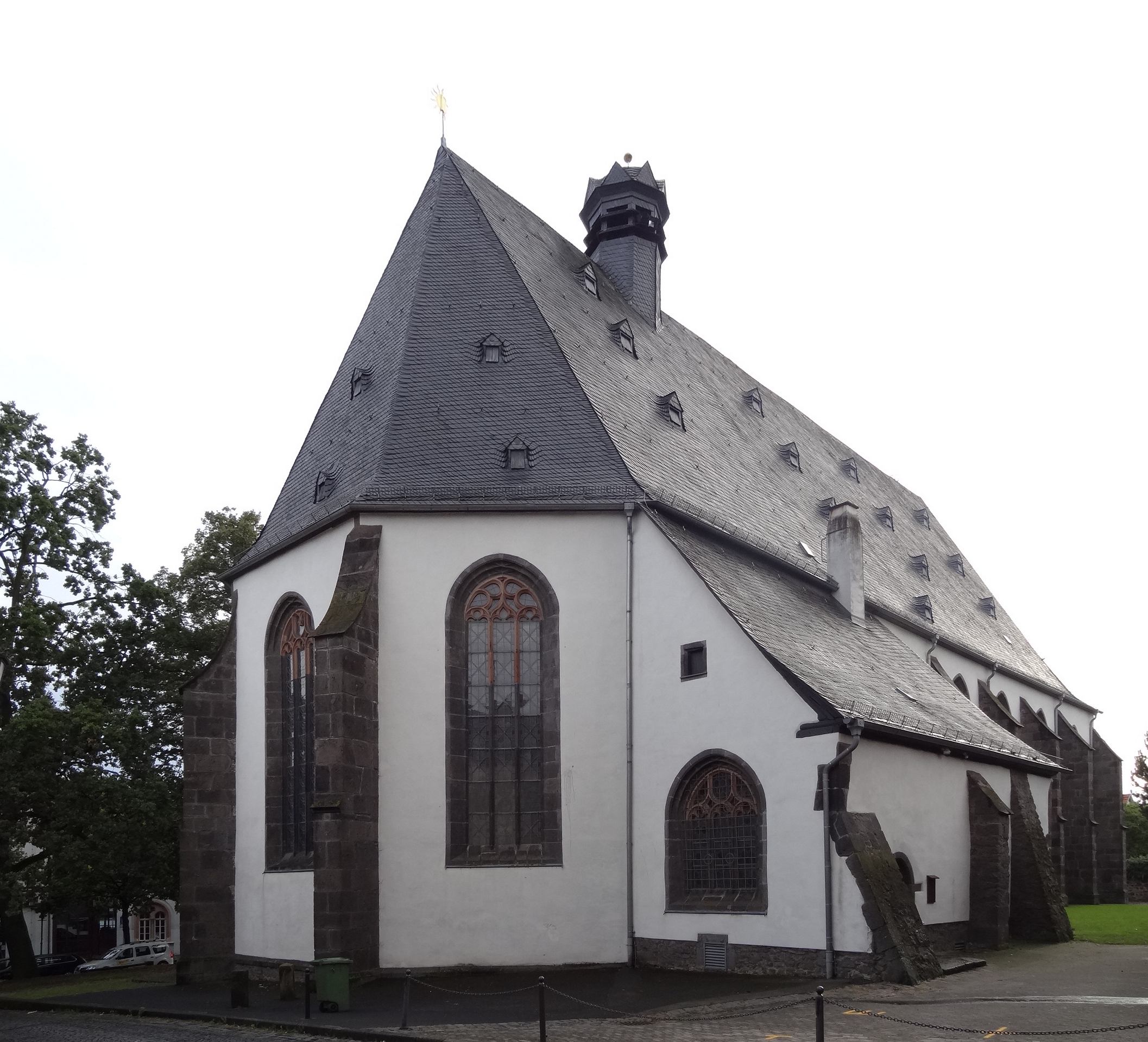
Marienstiftskirche von Nordosten

Die evangelisch-lutherische Marienstiftskirche ist eine dreischiffige Hallenkirche in der Stadt Lich in Mittelhessen. Sie wurde zwischen 1510 und 1537 als letzte spätgotische Hallenkirche Hessens errichtet. Die Architektur fällt stilistisch in den Übergang von der Gotik zur Renaissance. Das hessische Kulturdenkmal beherbergt Ausstattungsgegenstände von überregionaler kunsthistorischer Bedeutung. Der benachbarte Stadtturm mit seinem historischen Dreiergeläut dient als Glockenturm der Marienstiftskirche.

## Geschichte
In Lich ist für das Jahr 1239 eine Pfarrei bezeugt, was eine Kirche voraussetzt. Im Jahre 1316 wurde von Philipp III. von Falkenstein das Marienstift gegründet, ein Kollegiatstift mit zehn Kanonikern, das der Ausbildung des Priesternachwuchses dienen sollte. Neben Lich waren noch drei benachbarte Kirchen inkorporiert. Zur Bezahlung der Geistlichen wurden zahlreiche Güter der umliegenden Kirchen und Gemeinden gestiftet. Im Jahr der Stiftsgründung wurde mit dem Bau einer neuen, steinernen Kirche begonnen, die etwa ein Drittel kleiner war als der heutige Bau. Die Hallenkirche mit Langchor und Lettner wurde am 7. Mai 1320 Maria geweiht. Sie stand nur knappe 200 Jahre. Zur Errichtung des Nachfolgebaus an gleicher Stelle wurde sie im Jahr 1510 fast vollständig abgebrochen. Erhalten sind nur einige Mauerteile in der aufgehenden Westwand.

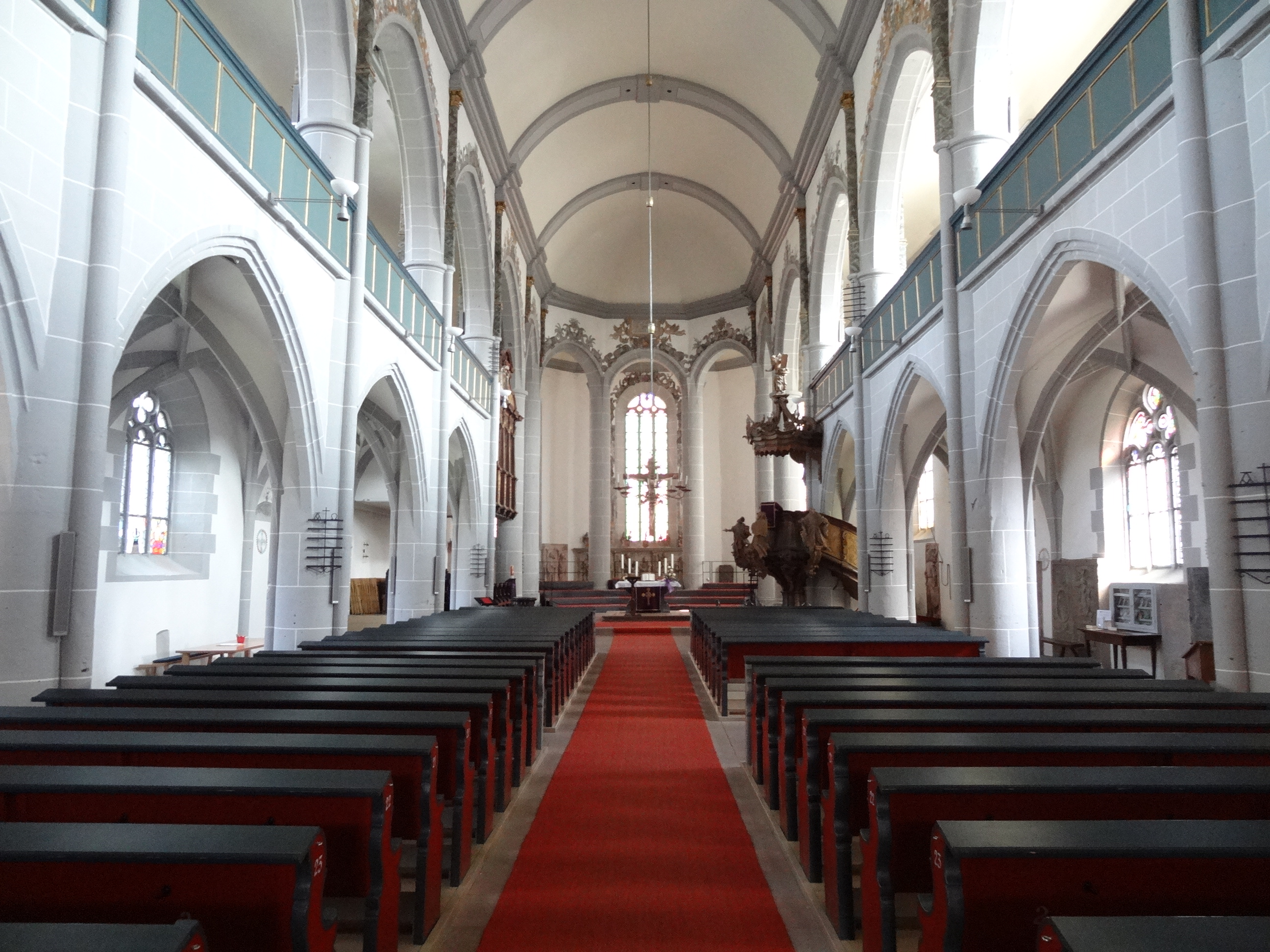
Innenansicht der Marienstiftskirche in Richtung Chorraum

Philipp von Solms-Lich initiierte einen Neubau und wirkte an den Plänen mit. Meister Michael aus Nürnberg erstellte 1509 im Auftrag des Grafen einen Entwurf für einen Neubau, der 1510 von Meister Nikolaus aus Wetzlar verändert wurde. 1510 wurde mit dem Bau der heutigen Marienstiftskirche begonnen, die 1537 fertiggestellt wurde. Vorbilder für den Neubau der Marienstiftskirche waren Heiliggeistkirche in Heidelberg, die Stadtkirche in Wittenberg und die im vorigen Jahrhundert abgebrochene Barfüßerkirche in Eisenach, alle dreischiffige Hallenkirchen ohne Querschiff mit nördlicher Sakristei. Die Pläne wurden nicht vollständig umgesetzt, sondern während der Bauzeit im Jahr 1515 im Sinne der aufkommenden Renaissance geändert. Der Einbau einer umlaufenden Empore im Chor wurde nicht realisiert. Nach Aushub der Fundamentgruben im Frühjahr 1511 wurden die Mauern der Langseiten bis Anfang Oktober des Jahres aufgeführt. Der Bau der Arkaden, der Seitenschiffgewölbe und des Dachwerks folgte im Jahr 1512. Philipp, der bis 1514 Pfleger des Amtes Coburg war, besorgte Bauholz aus dem weit entfernten Lichtenfels. Am 20. September 1512 trafen 88 Wagen aus Hanau in Lich ein. Steine wurden 1514 und 1515 auf der Hardt und in Nieder-Albach gehauen. Entgegen der üblichen Reihenfolge wurde zuerst das ungewölbte Langhaus im Jahr 1514 und dann der Chor und die Sakristei im Jahr 1525 vollendet. Die Strebepfeiler im Norden, Osten und Süden wurden erst 1537 ergänzt.
Kirchlich gehörte Lich im ausgehenden Mittelalter zum Archidiakonat St. Maria ad Gradus in der Erzdiözese Mainz mit eigenem Sendbezirk und war um 1435 nicht der Sendgerichtsbarkeit des Archidiakons unterworfen. Zur Stiftskirche gehörten die vier Altäre Unser Lieben Frauen, St. Trinitatis, St. Johannes und St. Anna. Mit Einführung der Reformation ab 1555 erfolgte die Umwandlung in ein evangelisches Stift. Als erster evangelischer Pfarrer wirkte hier Heinrich Götz von 1564 bis 1567. Eine Kirchenwiederherstellung fand im Jahr 1594 statt, über die eine Inschrift in einem Medaillon über dem mittleren Chor berichtet: „Nach Christi geburt ein taußig fünfhundert vier und Neuntzig Dies kirch gebew Renovirt war Mit gots hilff zum End gebracht gar an welchem man Anno zehen Den Grundstein Anfing zulegen“. Emporen wurden eingebaut, der Boden gepflastert und die Kirche gestrichen. Im Jahr 1622 wurde für die neue Orgel eine Empore errichtet, in den 1690er und 1700er Jahren an einigen hölzernen Inventarstücken gearbeitet.
Das gesamte Dachwerk wurde von den 1720er bis in die 1740er Jahre erneuert, die Sakristei im Jahr 1736 und das Kircheninnere 1740 renoviert. Im Jahr 1765 wurden Fürstenstuhl und Kanzel und 1780 die Orgel vom Licher Kirchenmaler Daniel Hisgen neu gefasst. In den Jahren 1859 bis 1861 wurde der Innenraum eingreifend umgestaltet. Die Orgel wurde vom Chor auf die Westempore umgesetzt. Hier stand der Fürstenstuhl, der nun seinen Platz an der Nordwand zwischen Schiff und Chor fand. Ebenfalls wurden Kanzel und Altar umgesetzt. Die heutige Kanzel stand ursprünglich im nahe gelegenen Kloster Arnsburg. Nach der Säkularisation wurde sie der Marienstiftskirche geschenkt und dort 1859/60 aufgestellt. Die alte Kanzel aus der Zeit um 1600 steht heute in Hausen-Oes. Bei der Renovierung 1879–1881 wurden die Glasscheiben der südlichen Fenster sowie das Schieferdach an der Südseite erneuert, zum Luther-Jubiläum 1883 ein Kirchenfenster östlich des Südportals gestiftet und 1930 das Kirchendach, Dachreiter und Orgel renoviert.

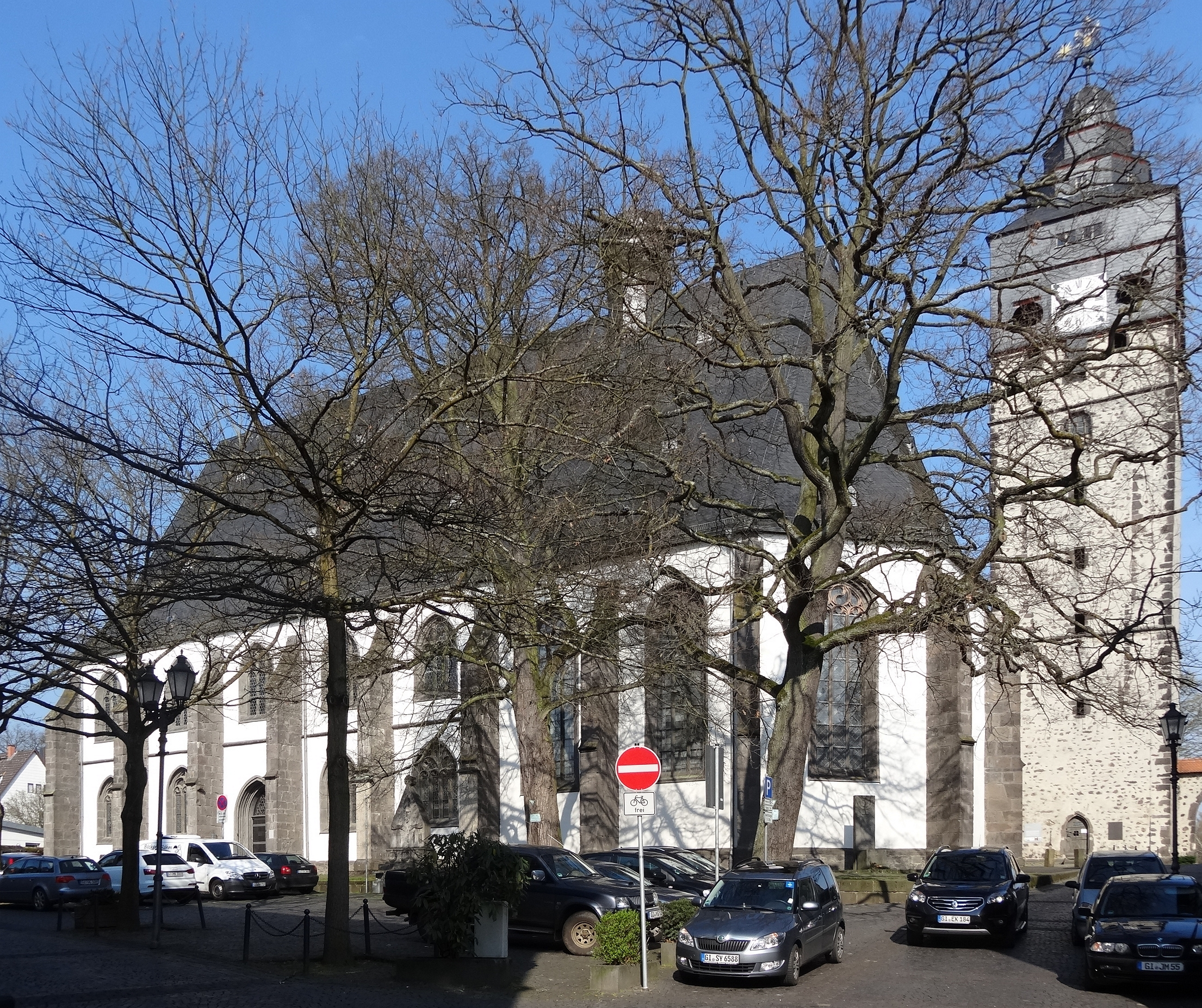
Marienstiftskirche und Stadtturm, davor Lutherlinde und Stadteiche

Bei einer Innenrenovierung im Jahr 1952 wurden Malereien aus der Renaissance und aus dem Rokoko freigelegt und die Weihekreuze aufgefrischt. Die Kirche wurde zuletzt in den Jahren 2001 bis 2002 renoviert. Im Jahr 2011 feierte die Kirche 500-jähriges Bestehen. Seitdem ist der Eingangsbereich tagsüber immer offen. Seit 2015 ist die Kirche jeden Tag zu bestimmten Zeiten verlässlich geöffnet.
1883 wurde südlich der Kirche zum 400. Geburtstag Luthers eine Linde gepflanzt, die gemeinsam mit der 1913 gepflanzten Eiche zur Erinnerung an die Völkerschlacht bei Leipzig ein ausgewiesenes Naturdenkmal ist (Lutherlinde und Stadteiche, ND 12). Ebenfalls an der Südseite des Kirchenschiffs erinnert ein Denkmal an die Gefallenen des Ersten Weltkriegs. Südöstlich des Chors wurde 1988 ein Mahnmal für die Licher Juden errichtet, die Opfer des Nationalsozialismus geworden waren.

## Architektur

Grundriss der Marienstiftskirche

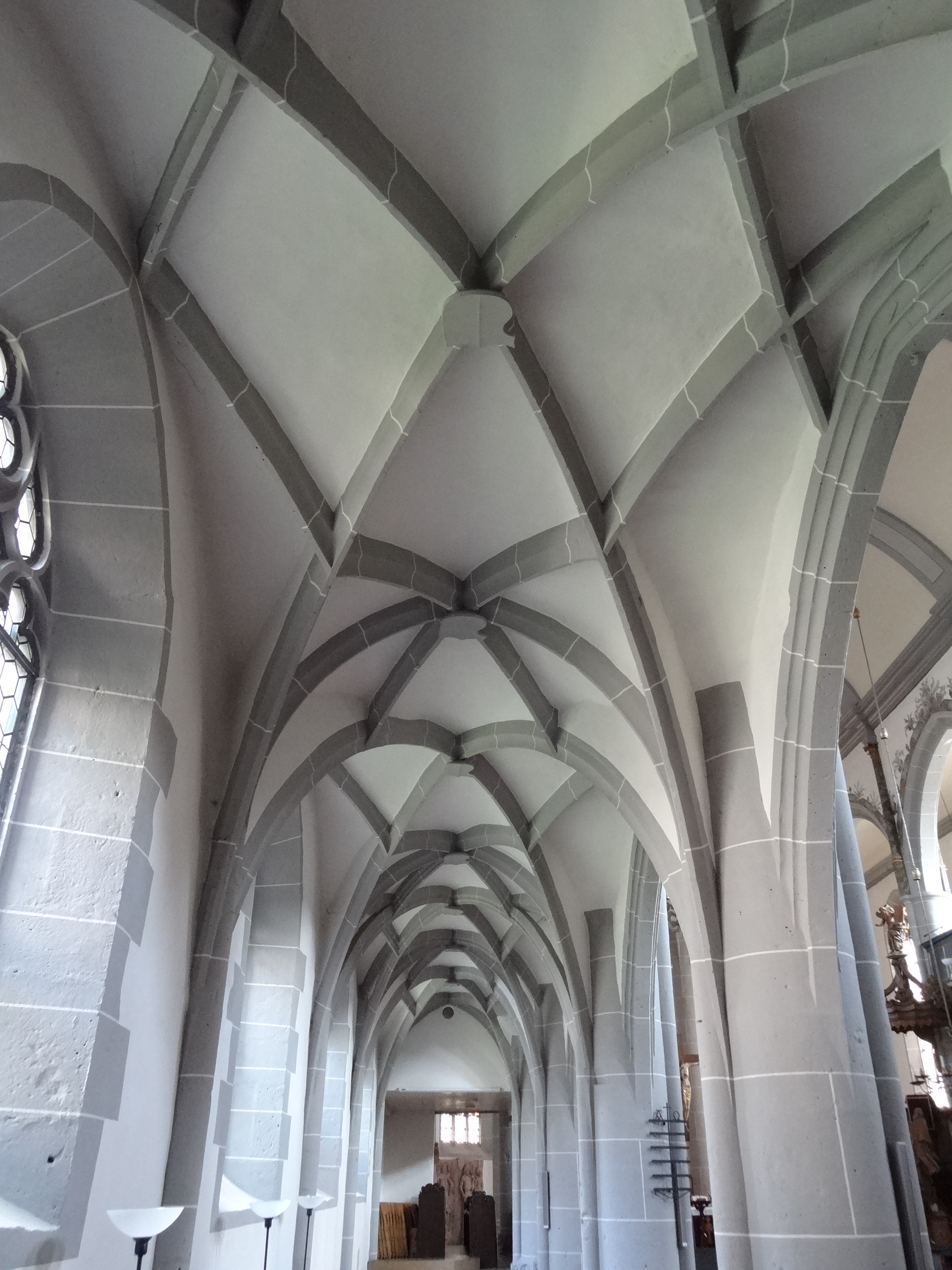
Netzgewölbe im Seitenschiff

Die nicht exakt geostete, sondern aufgrund des Geländes und des Verlaufs der Stadtmauer leicht nach Ost-Nordost ausgerichtete Marienstiftskirche ist eine siebenjochige spätgotische Emporenhalle mit drei Schiffen. Es gibt kein Querhaus, alles ist auf den Chorraum hin ausgerichtet, der ursprünglich mit einer Chorschranke vom Gemeindeschiff abgetrennt war. Das Schiff hat ein steiles Satteldach, das auch die Seitenschiffe überdeckt und an der Westseite leicht abgewalmt ist. Das Satteldach ist mit zahlreichen kleinen Gauben bestückt und wird im Osten von einem kleinen, achtseitigen, verschieferten Dachreiter mit acht kleinen Dreiecksgiebeln bekrönt. Die Welsche Haube von 1520 gilt als die älteste in Hessen. Der Chor nimmt die Breite des Schiffes ein und hat einen 5/8-Schluss. An der östlichen Langseite ist eine Sakristei unter einem abgeschleppten Dach angebaut, die heute als Kapelle dient. Als Baustoff diente Bruchsteinmauerwerk aus Basalt, das weiß verputzt wurde. Strebepfeiler, Maßwerk, Gesimse, Gewände, Pfeiler, Bögen und Rippen sind aus grauem Lungstein gefertigt. Für das Maßwerk der Chorfenster kam roter Sandstein zum Einsatz.
Das überputzte Tonnengewölbe mit flachen Gurten wurde möglicherweise um 1550 oder 1594 statt eines massiven Steingewölbes eingebaut. Für einen Einbau der Tonne im Jahr 1740 spricht, dass die 1952 freigelegten Rollmalereien aus der Renaissance durch die marmoriert gefassten Holzgesimse abgeschnitten werden. Das reich gestaltete Gesims ruht auf hölzernen Säulen mit korinthischen Kapitellen. Über der Holztonne besteht noch die ursprüngliche Balkendecke des Dachstuhls. In den Seitenschiffen findet sich ein spätgotisches Netzgewölbe, das wahrscheinlich auch einmal für das Hauptschiff vorgesehen war, aber aus finanziellen Gründen nicht ausgeführt wurde. Die schmalen Seitenschiffe gehen in den Chorumgang über, der durch schmale, fast rundbogige Bögen gegliedert wird und auf diese Weise auf die aufkommende Renaissance hinweist. Die Seitenemporen, die am Chor enden und über drei steinerne Wendeltreppen an der Westwand zugänglich sind, ruhen auf mächtigen Rundpfeilern. Die Pfeiler gehen in große, profilierte Schildbögen über, die oberhalb der Empore eine zweite Arkadenreihe bilden. Am Bogenansatz des östlichen Pfeilers des südlichen Seitenschiffes ist die ursprüngliche Planung abzulesen. Auch die Chorsäulen weisen noch die Ansätze für das geplante Netzgewölbe auf. Die Pfeiler im Langschiff haben runde Dienste, denen an den Außenwänden Dreiviertelsäulen entsprechen, Kämpferprofile runde, sechs- oder achteckige Sockel, die besonders im Chor reich gestaltet sind und mit Maßwerk, netzwerkartigen oder schraubenförmigen Mustern belegt sind. Ohne Kämpferprofile sind die vier östlichen Chorpfeiler. Unter dem Altar befindet sich eine Gruft, in der die sterblichen Überreste der gräflichen Familie beigesetzt wurden.

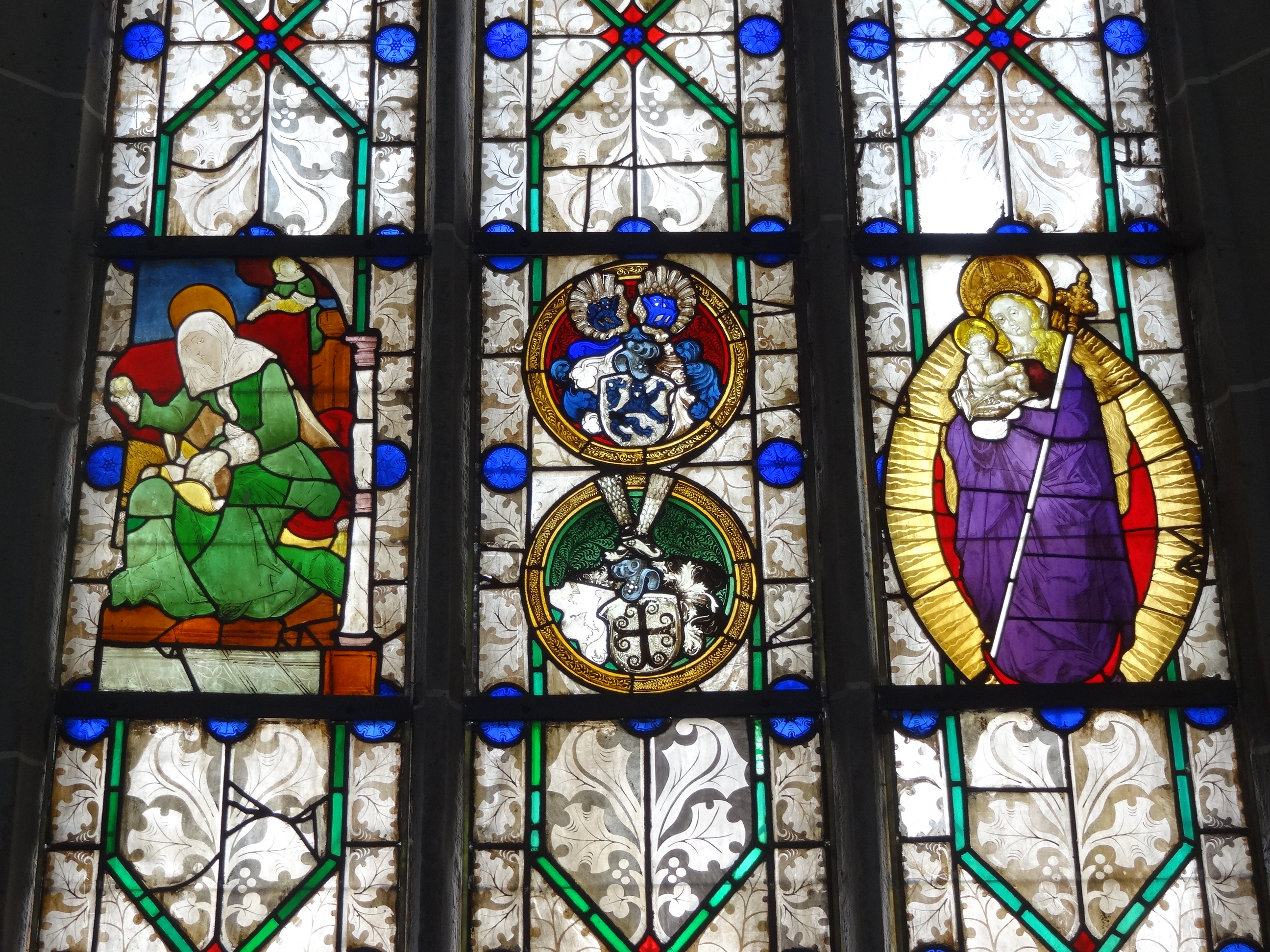
Aus dem Vorgängerbau übernommene Glasmalerei mit Elisabeth von Thüringen (links), neueres Wappen der Anna Schenk zu Schweinsberg († 1564), Maria mit Kind im Strahlenkranz (rechts)

Das langgestreckte Schiff wird entsprechend den Seitenemporen durch kleine Fenster in zwei Geschossen mit flachem Spitzbogen belichtet, die durch ein Gesims getrennt werden. Der Chor hat fünf große Fenster mit flachem Spitzbogen. Im nordöstlichen Chorfenster haben sich Reste alter Glasmalerei erhalten, darunter eine Madonna mit Kind im Strahlenkranz auf der Mondsichel aus dem Vorgängerbau und Elisabeth von Thüringen aus der Bauzeit der Kirche, dazwischen die Wappen der Wais von Fauerbach (oben) und derer von Büches (unten). Die übrigen ornamental ausgemalten Fenster stammen aus dem 19. Jahrhundert. Im südlichen Seitenschiff finden sich als Glasmalerei die Darstellungen von Martin Luther und Philipp Melanchthon sowie vom auferstandenen Christus. An der Westseite ist ein hochsitzendes Spitzbogenfenster eingelassen. Das Maßwerk hat Fischblasen und Passformen.
Zwei spitzbogige Portale erschließen das Gotteshaus: das repräsentative, aufwändig gestaltete Hauptportal an der Südseite und das kleinere und schlichtere Westportal. Das abgestufte Gewände des Südportals ist gekehlt und mit Birnstäben und im unteren Bereich mit Efeublättern verziert. Die gelegentlich vertretene Annahme, dass das Südportal aus dem Vorgängerbau übernommen wurde, gilt heute als widerlegt. Das Westportal hat eine breite Kehle. Die beiden Wendeltreppen in den Westecken haben von innen spitzbogige Zugänge mit Fase, der mittlere Aufgang, der zur Fürstenloge führte, ist auch von außen zugänglich.

## Ausstattung

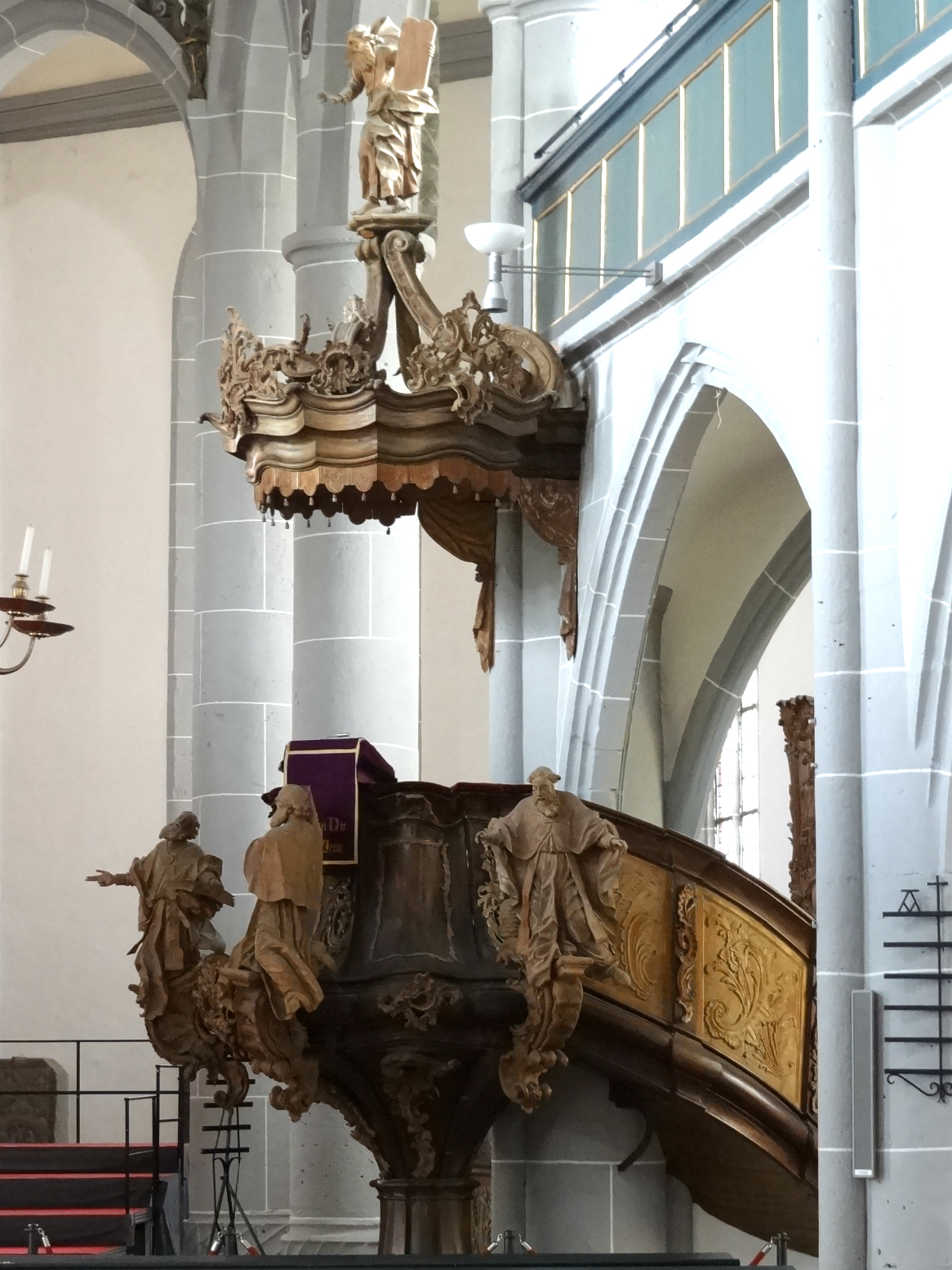
Kanzel von 1774

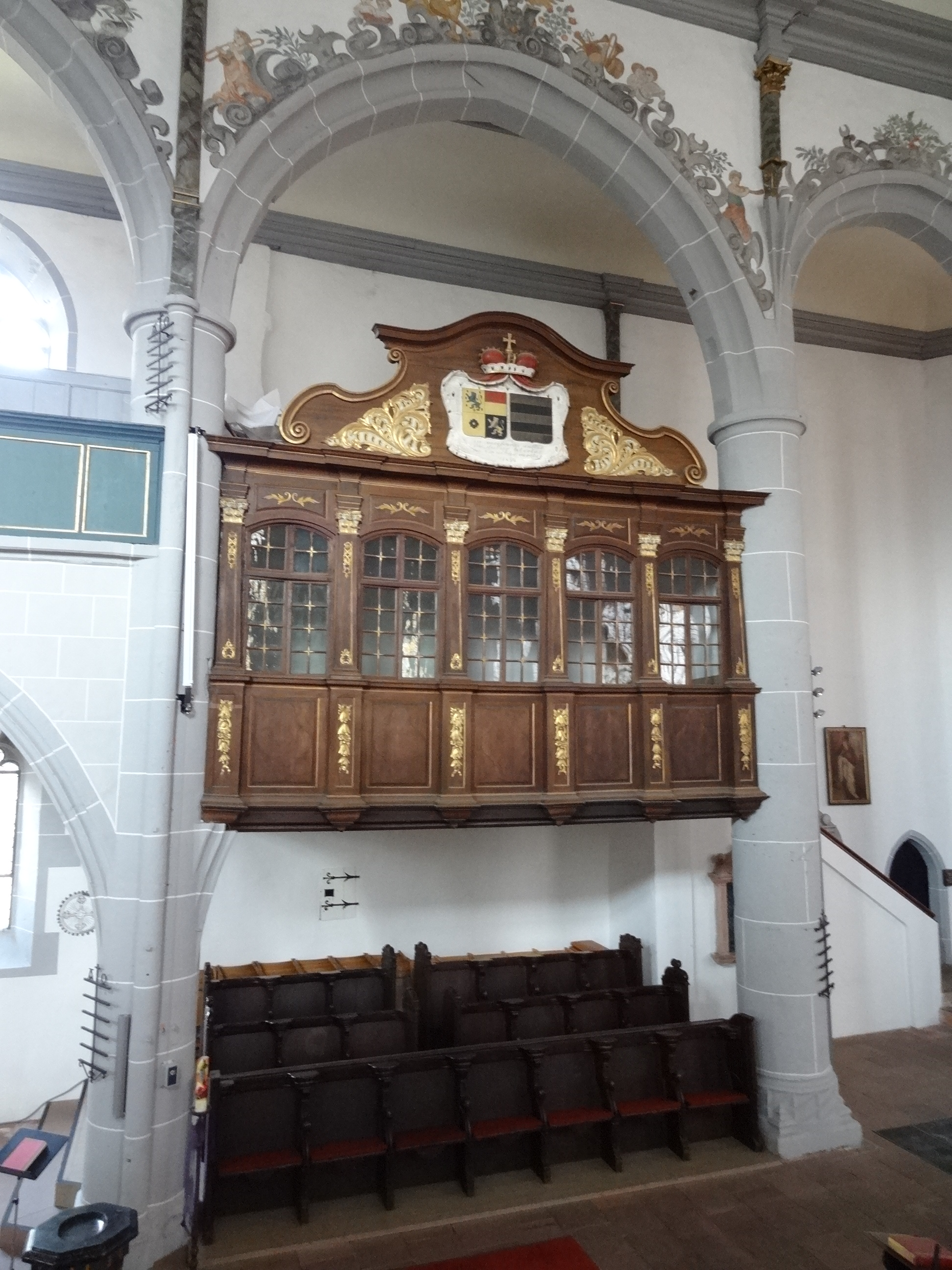
Fürstenstuhl (1714) und Chorgestühl (um 1530)

Die auffallende Barockkanzel geht auf die Schreiner Diez von Engelthal und Seitz 1767–1774 zurück. Sie ist in der Form eines Abendmahlpokals gestaltet und weist fünf geschweifte Seiten auf. Die großen, in Bewegung hervortretenden Figuren an der Kanzel wurden vom Bildhauer Franz Martin Lutz aus Rockenberg geschaffen. Sie stellen die vier Kirchenlehrer Bernhard von Clairvaux, Thomas von Aquin, Bonaventura und Papst Leo den Großen dar. Auf dem profilierten und mit Schnitzwerk reich verzierten Schalldeckel steht Mose mit den Gesetzestafeln. Eine Taube symbolisiert den Heiligen Geist. Die hölzerne Rückwand, die früher den Kanzelkorb mit dem Schalldeckel verband, hängt heute im südwestlichen Chorumgang. Der angeschlossene neogotische Pfarrstuhl stammt aus der Mitte des 19. Jahrhunderts. Altar und Taufbecken sind aus weiß-geädertem, schwarz-grauem Lahnmarmor gefertigt und entsprechen einander. Der massive Altartisch ruht auf einem geschweiften Fuß.
Das Sakramentshäuschen am Aufgang zum Fürstenstuhl stammt aus dem Jahr 1536 und ist das einzige in Renaissanceformen in Hessen. Es ist durch ein schmiedeeisernes Gitter verschlossen und wird von Pilastern gerahmt und von einem Segmentgiebel bekrönt. Seine Flachreliefs zeigen Szenen aus dem Alten Testament. Der Giebel trägt die lateinische Inschrift ECCE PANIS ANGELORUM („Siehe, das Brot der Engel“).
Das annähernd lebensgroße, spätgotische, hölzerne Kruzifix des Dreinageltypus über dem Altar stammt aus der Zeit um 1511 und wurde wahrscheinlich für den Neubau in Auftrag gegeben. Bei der farblichen Fassung handelt es sich um die zweite Fassung aus dem 17. Jahrhundert. Die erste war nicht mehr zu rekonstruieren.
Der geschlossene Fürstenstuhl der Patronatsherren, der Fürsten zu Solms-Hohensolms-Lich, gegenüber der Kanzel stammt von 1714 und wurde 1859 versetzt. Die fünfteilige, geschlossene und verglaste Loge mit Stichbögen zwischen Pilastern trägt einen hölzernen Aufsatz, der mit der Jahreszahl 1714 bezeichnet ist, mit einem Wappen von 1859. Das Kirchengestühl im Schiff datiert von 1705. Unter dem Fürstenstuhl finden sich heute die Reste des Chorgestühls (5) aus der Frührenaissance, das um 1530 geschaffen wurde und ursprünglich zu beiden Seiten des Chores zwischen den Säulen aufgestellt war. Hinter der Tür zur Südempore diente ein einfaches Holzbrett dem Scharfrichter als „Henkerssitz“. Auf diese Weise wurde dem Unreinen der Besuch des Gottesdienstes ermöglicht.
Die ornamentalen Malereien stammen aus zwei verschiedenen Epochen, der Renaissance (1594) und dem Rokoko (1740). Im Chor und an den beiden Seitenschiffarkaden wurde die Renaissancemalerei beibehalten, an der Westarkade und an der Holztonne die Rokokozeitmalerei. An den Wänden sind mehrere Weihekreuze erhalten. Am Aufgang zum Fürstenstuhl (früher im Südschiff) hängen vier Ölgemälde des 17. Jahrhunderts, die auf der einen Seite die Heiligen Katharina, Dorothea, Barbara und Margareta zeigen und auf der anderen Seite männliche, teils zerstörte Figuren. Vermutlich stammen die hölzernen Bilder von einem Flügelaltar aus Kloster Arnsburg. Der achtarmige Hängeleuchter aus Bronze wurde um 1600 geschaffen.

## Orgeln

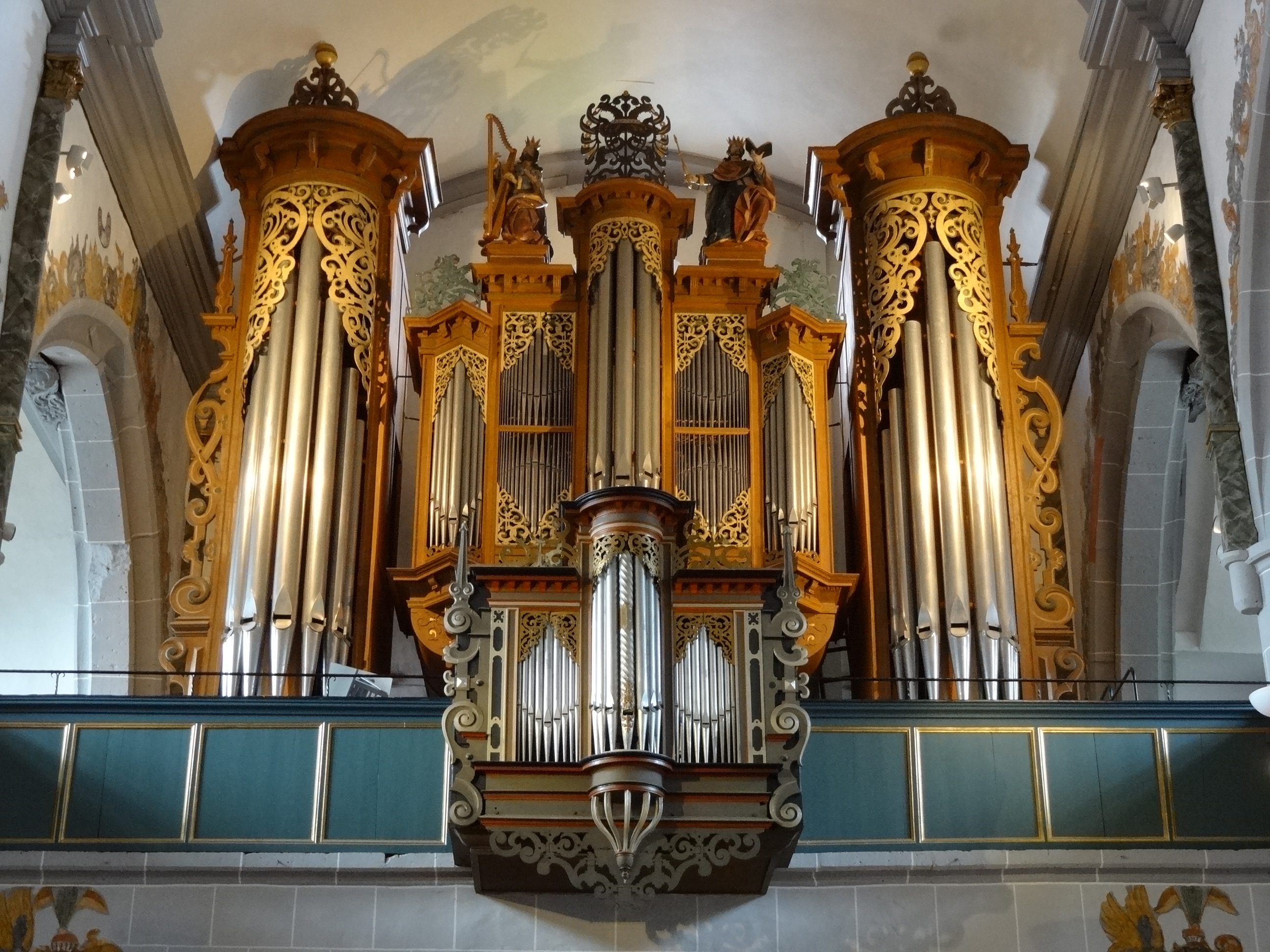
Orgelprospekt von 1624

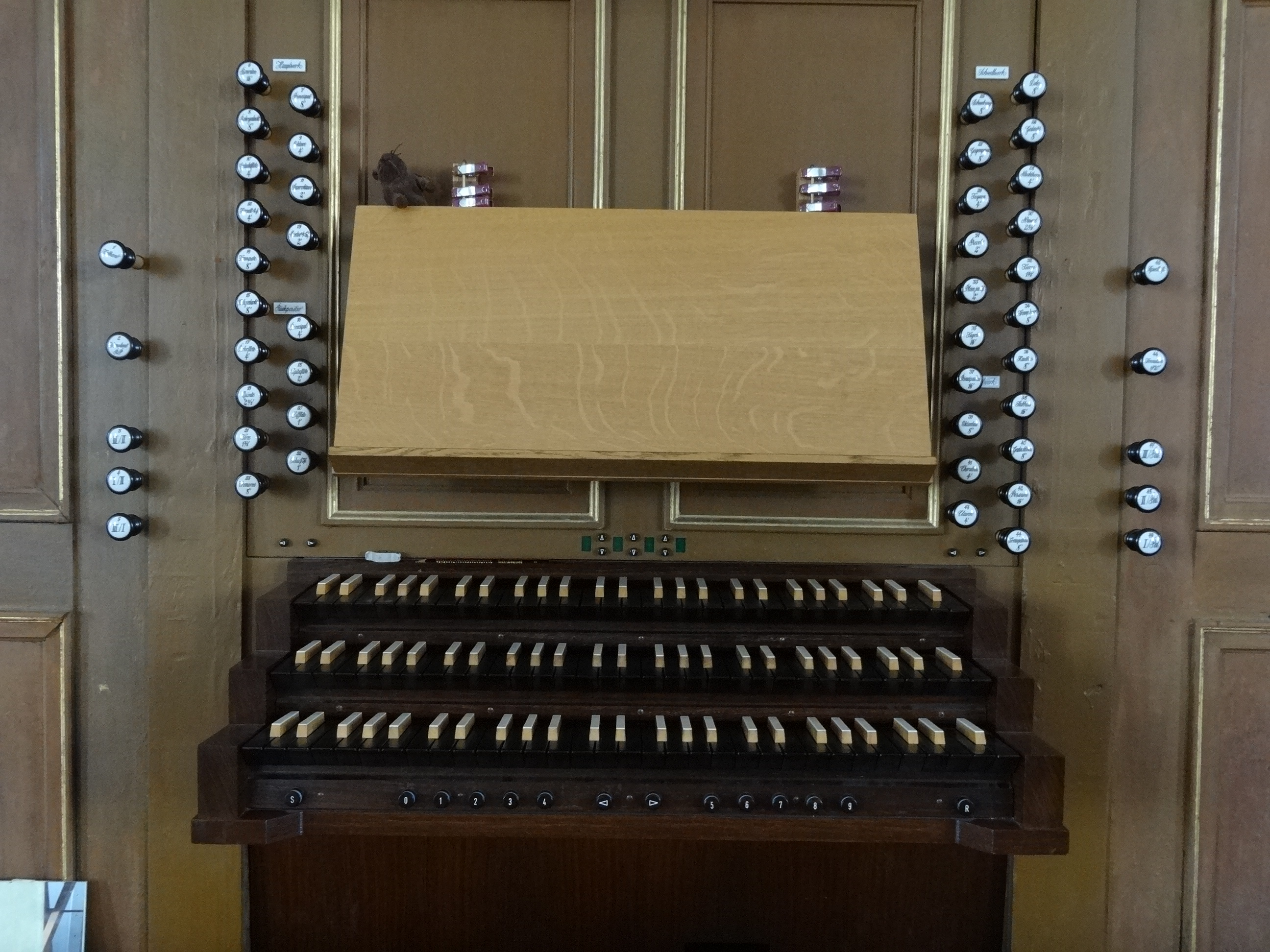
Spieltisch der Orgel

Die Orgel wurde während des Dreißigjährigen Krieges in den Jahren 1621–1624 von dem Orgelbauer Georg Wagner (Lich) mit etwa 20 Registern auf zwei Manualen und Pedal sowie seitlichen Flügeltüren erbaut. Das Instrument stand ursprünglich an der Stelle des Fürstenstuhls. In den Jahren 1631–1633 wurde das Orgelwerk durch die beiden Pedaltürme der wahrscheinlich ebenfalls von Wagner etwa 1607 erbauten Orgel von Kloster Arnsburg erweitert. Diese war nach Lich ausgelagert worden, um sie vor den Plünderungen durch schwedische Truppen zu schützen. Die in Lich ansässige Orgelbaufirma Förster & Nicolaus versetzte 1861 die Orgel von der kleinen Empore im Chorraum auf die Westempore und griff in die klangliche Substanz ein. Das Instrument wurde im Laufe der Zeit durch die Firma mehrfach erweitert. 1913 fand ein tiefgreifender Umbau statt, in dessen Zuge die Orgel eine röhrenpneumatische Traktur, Kegelladen, einen freistehenden Spieltisch, ein Schwellwerk und einige neue Register erhielt. Eine weitere Dispositionsänderung erfolgte 1941 im Sinne der Orgelbewegung. 1961 wurde das leere Rückpositivgehäuse wieder mit neun Registern auf Schleifladen gefüllt, die elektrisch angesteuert wurden. Ein Neubau im Jahr 1972 im alten Gehäuse unter Beibehaltung von alten Registern stellte die mechanische Spieltraktur wieder her. Zuletzt wurden im Jahr 2002 weitere Stimmen ergänzt, sodass das heutige Instrument über 39 Register verfügt und ein breites Spektrum an Stilen adäquat wiedergeben kann.
Erhalten sind der historische Prospekt und fünf Register von Wagner, zwei aus dem 19. Jahrhundert sowie sieben Register von 1913. Das Hauptwerk ist fünfachsig gegliedert. Der erhöhte Rundturm in der Mitte wird vom Habsburger Doppeladler bekrönt, der von den Figuren von König David und Salomo flankiert wird. Zu beiden Seiten des Mittelturms schließen sich doppelgeschossige Flachfelder mit einem Spiegelprinzipal an. Außen werden sie von niedrigeren Spitztürmen flankiert, die von Solmser Löwen bekrönt werden. Das Untergehäuse nimmt nur die Breite der mittleren Flachfelder ein, während die Spitztürme von verzierten, geschwungenen Konsolen getragen werden. Die seitlichen Pedaltürme stehen erhöht auf Podesten aus dem 19. Jahrhundert und überragen das Hauptwerk. Oben schließen die Pfeifenfelder mit Schleierwerk in Form durchbrochener Holzreliefs ab, die in jeweils etwas anderer Gestalt auch die Felder des Hauptwerks und Rückpositivs verzieren. Das dreigliedrige Rückpositiv mit rundem Mittelturm steht in der Brüstung relativ weit vom Spieltisch entfernt. Ähnlich wie beim Pedal sind die seitlichen Verzierungen großflächig gestaltet. Im Prospekt des Rückpositivs ist lediglich die stumme mittlere, bossierte und bemalte Pfeife erhalten.
| I Rückpositiv C–g3 |             |        |      |
| 1.                 | Holzgedackt | 8′     | 1961 |
| 2.                 | Prinzipal   | 4′     | 1961 |
| 3.                 | Rohrflöte   | 4′     | 1961 |
| 4.                 | Quinte      | 2 ⁄3′  | 2002 |
| 5.                 | Spitzflöte  | 2′     | 1961 |
| 6.                 | Terz        | 1 3⁄5′ | 2002 |
| 7.                 | Sifflöte    | 1′     | 1961 |
| 8.                 | Scharff III | 1′     | 2002 |
| 9.                 | Cromorne    | 8′     | 2002 |
|                    | Tremulant   |        |      |

| II Hauptwerk C–g3 |                |       |           |
| 10.               | Bourdon        | 16′   | 19. Jh.   |
| 11.               | Prinzipal I–II | 8′    | 1624/1972 |
| 12.               | Rohrgedackt    | 8′    | 1624      |
| 13.               | Oktave         | 4′    | 1624      |
| 14.               | Gedacktflöte   | 4′    | 1624      |
| 15.               | Superoktave    | 2′    | 1624      |
| 16.               | Mixtur IV–V    | 1 ⁄3′ | 1972/2002 |
| 17.               | Kornett IV     | 8′    | 2002      |
| 18.               | Trompete       | 8′    | 1997      |

| III Schwellwerk C–g3 |                 |        |      |
| 19.                  | Geigenprinzipal | 8′     | 1913 |
| 20.                  | Gedackt         | 8′     | 1913 |
| 21.                  | Dolce           | 8′     | 1913 |
| 22.                  | Schwebung       | 8′     | 1913 |
| 23.                  | Fugara          | 4′     | 1913 |
| 24.                  | Nachthorn       | 4′     | 1941 |
| 25.                  | Nazard          | 2 ⁄3′  | 1913 |
| 26.                  | Piccolo         | 2′     | 2002 |
| 27.                  | Tierce          | 1 3⁄5′ | 2002 |
| 28.                  | Plein jeu V     | 2′     | 2002 |
| 29.                  | Fagott          | 16′    | 1972 |
| 30.                  | Trompette harm. | 8′     | 2002 |
| 31.                  | Hautbois        | 8′     | 2002 |
|                      | Tremulant       |        |      |

| Pedal C–f1 |               |     |         |
| 32.        | Prinzipalbass | 16′ | 1972    |
| 33.        | Subbass       | 16′ | 19. Jh. |
| 34.        | Oktavbass     | 8′  | 2002    |
| 35.        | Gedacktbass   | 8′  | 2002    |
| 36.        | Choralbass    | 4′  | 1913    |
| 37.        | Posaune       | 16′ | 1999    |
| 38.        | Trompetbass   | 8′  | 2002    |
| 39.        | Clairon       | 4′  | 1975    |

- Koppeln: I/II, III/I, III/II, I/P, II/P, III/P

Im Jahr 2022 wurde eine englische Orgel der Firma Peter Conacher & Co gebraucht erworben, die bei Anton Škrabl in Slowenien eingelagert war. Das einmanualige Instrument mit Pedal besitzt acht Register. In der Kapelle steht ein Positiv ohne Pedal der Licher Firma Förster & Nicolaus Orgelbau aus dem Jahr 1961, das über vier Register verfügt. Die Chororgel mit fünf Registern auf einem Manual und Pedal baute dieselbe Firma im Jahr 1967. Das Instrumentarium wird durch eine Truhenorgel bereichert, die Henk Klop im Jahr 2017 mit fünf Registern baute, darunter ein Holzprinzipal 8′.

## Grabdenkmäler

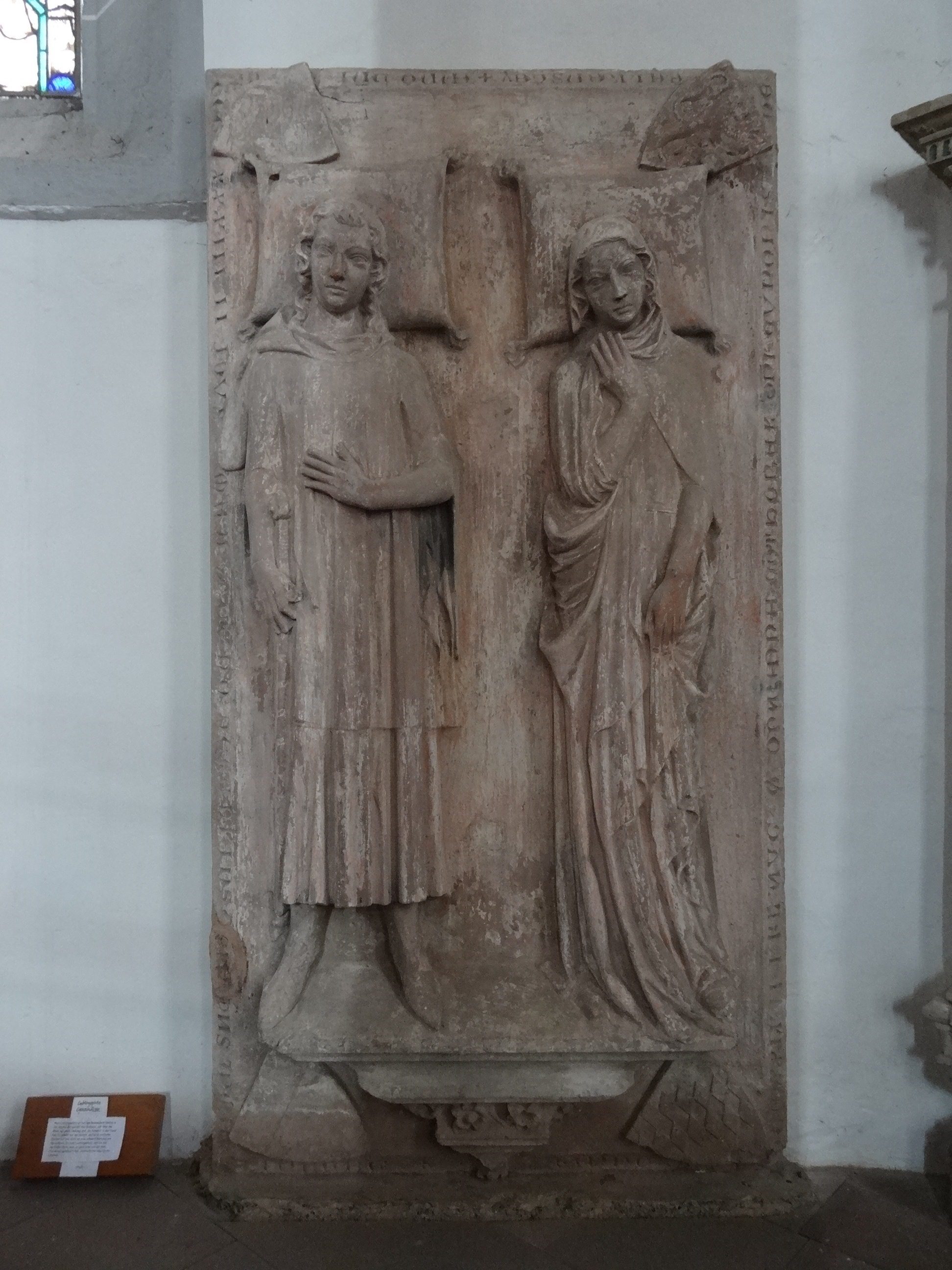
Grabplatte Nr. 4 für Kuno von Falkenstein und Frau Anna von Nassau

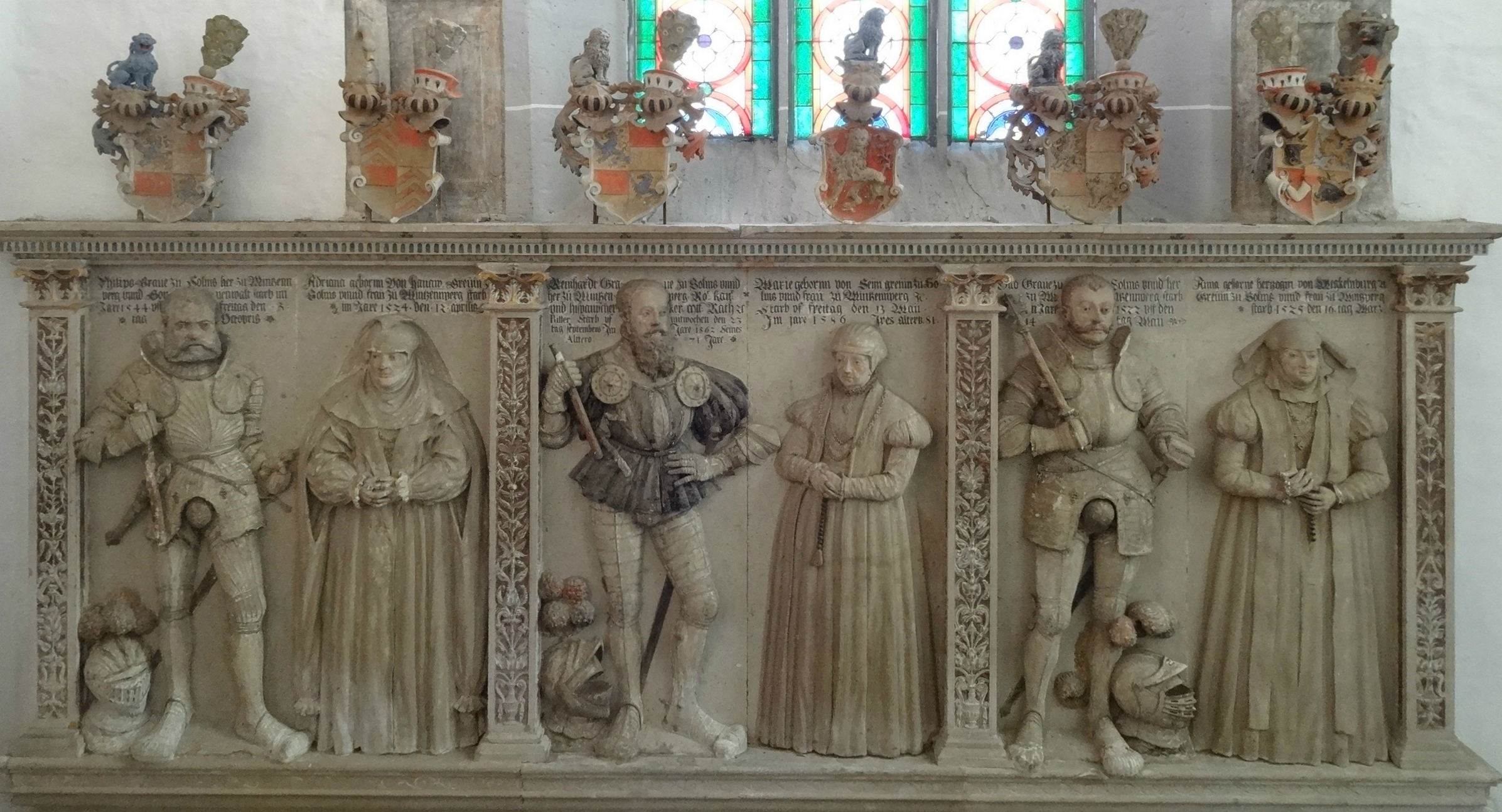
Epitaph Nr. 5 an der Chorwand für Philipp zu Solms (links) mit seinen Söhnen Reinhard und Otto und ihren Frauen

Im Chorumgang, an der Südwand und der Westwand finden sich insgesamt 45 Grabdenkmäler, darunter viele wertvolle Grabmäler (7) der Falkensteiner und der ihnen folgenden Solmser. Zwölf Grabmale stehen im Chorumgang, von denen das älteste rechts vom Eingang zur Kapelle wahrscheinlich Philipp III. von Falkenstein († 1322) in betender Haltung zeigt. Daneben steht das Grabmal für Johann von Solms († 1457), der in voller Rüstung mit einem Schwert, dessen Spitze in einem Löwenrachen steckt, dargestellt wird, und das Doppelgrabmal für Johannes von Solms († 1457) in seiner Rüstung mit Prunkhelm und Elisabeth von Cronberg († 1438). Die vierte Platte wurde zum Gedenken an Kuno von Falkenstein († 1333) und seine erste Frau Anna von Nassau († 1329) geschaffen und zeigt beide in langen Obergewändern mit Falten. Das große dreiteilige Denkmal für drei Grafenpaare steht in der Mitte des Chorumgangs. Die drei Doppelgräber (2,54 Meter hoch, 5,65 Meter breit), die der Mainzer Künstler Dietrich Schro im Jahr 1562 fertigstellte, sind dem Grafen Philipp von Solms-Lich († 1544), seiner Ehefrau Adriana von Hanau († 1524) und ihren beiden Söhnen mit deren Frauen: Reinhard zu Solms († 1562) mit Marie von Sayn († 1586) und Otto zu Solms († 1522) mit Anna von Mecklenburg († 1525), gewidmet. Die dezente farbliche Fassung stammt von Jörg Ritter, die Inschriften wurden nachträglich ergänzt. Über den Personen sind die entsprechenden Wappen freistehend angebracht. Der sechste Grabstein für Maria Elisabetha zu Solms († 1613) trägt sechs Wappen in ovaler Rahmung mit Beschlag- und Rollwerk. An siebter und achter Stelle steht das Grabmal der Anna Schenk zu Schweinsberg geborene Wais von Fauerbach († 1564, „Frau mit den drei Händen“) und ihres Mannes Wolf Schenck zu Schweinsberg († 1532). Es folgen der Grabstein für Philipp zu Solms (1569–1613) mit acht Vollwappen, eine Grabschrift auf einer Steinplatte für die dreizehnjährige Hedwig zu Solms († 1584) und die Grabsteine für Ernst II. zu Solms († 1619) und seine Frau Anna geb. Gräfin von Mansfeld.
An der Südwand erinnert eine Sandsteinplatte Nr. 13 an Graf Otto zu Solms († 1594). Daneben trägt das Grabmal für Philipp zu Solms († 1560) ein kräftig herausgearbeitetes Wappen. Franco von Cronberg († 1461) ist ähnlich wie sein Schwiegersohn Johannes von Solms dargestellt, was auf dieselbe Werkstatt von Nr. 2, 3 und 15 weist. Drei Grabplatten aus rotem Sandstein mit Bronzeeinlagen sind im Fußboden des Chors eingelassen: Cuno zu Solms († 1477), Ernst zu Solms († 1590) und seine Frau Margarete zu Solms († 1494). Zwei Platten dienen unter dem Altar als oberste Stufe. Lesbar sind die Sterbedaten von Philipp I. († 1544) und Reinhardt I. († 1562). Unter der Kanzel liegt die Grabplatte des Johann Georg von Bellersheim († 1585) und unter der Kanzeltreppe die des Licher Amtmanns Conrad Schenck zu Schweinsberg († 1491). Der Grabstein des Kanonikers und Kantors Bartholomäus Losshart († 1521) ist aus Lungstein gefertigt und trägt eine Bronzeplatte (Nr. 23). Aus rotem Sandstein sind die Grabsteine für Joachim Georg Keipff († 1728), Anna Maximiliana Webel († 1700), Otto von Reh († 1624), Johannes von Reh († 1588) und Heinrich Mohr († 1565), aus schwarzem, weiß geädertem Marmor die Platte des Johannes Anton von Cloz († 1721). Der Grabstein (Nr. 30) eines von Reh ist wie die anderen beiden Von-Reh-Grabsteine (Nr. 26 und 27) mit Hauptwappen im Oval und darunter rechteckiger Schrifttafel, die von Rollwerk umgeben wird, gestaltet. Die Familie von Rehe war eine bekannte Licher Beamtenfamilie. Rechts vom Südportal ist der Grabstein der Katharina Brickel († 1563) aufgestellt. Der abgetretene Grabstein daneben ist vermutlich der des Ehemanns Dietrich Brickel, Sekretär des Grafen (Nr. 32). Es folgen der Grabstein des Pfarrers Nikolaus Crato († 1626), des zwölfjährigen Phil. Christian Justus Benjamin von Clotz († 1743), des dreizehnjährigen Friedrich Anton von Webel († 1693) und der Anna von Reh († 1611, Ehefrau von Nr. 26). Im Mittelgang ist eine Grabplatte Craft von Riettesel († 1450) gewidmet. Eine 1432 datierte Lungstein-Platte (Nr. 38) ist teils zerstört. Von drei weiteren Grabsteinen aus Lungstein stammt eine von 1363 (Nr. 41). Im mittleren Treppenturm ist der Rest einer Grabplatte mit einem Giebeldach angebracht. Eine Platte vor der Tür ohne Inschrift zeigt ein Vortragekreuz. Die letzte Grabplatte ist die des Arnsburger Abtes Caspar Geissel († 1554). Seit 1952 steht eine Grabplatte für den Dechanten Theodor Wagner († 1630) in der Kirche.

## Kirchengemeinde
Die Ev. Marienstiftsgemeinde umfasst etwa 4200 Mitglieder und gehört zum Dekanat Gießener Land in der Propstei Oberhessen der Evangelischen Kirche in Hessen und Nassau. Sie wird von zwei Pfarrern betreut und ist mit der eigenständigen Kirchengemeinde Nieder-Bessingen pfarramtlich verbunden. Für gemeindeinterne und überregionale Veranstaltungen steht in unmittelbarer Nähe zur Marienstiftskirche ein Gemeindehaus zur Verfügung. 
Neben ökumenischen Veranstaltungen vor Ort bildet die Kirchenmusik einen besonderen Schwerpunkt der Gemeindearbeit. Die Marienstiftskantorei, das Vokalensemble Camerata Vocale Hessen, Kinder- und Jugendchöre sowie der Posaunenchor prägen das gemeindliche Leben. Seit 2001 koordiniert Christof Becker als Marienstiftskantor (seit 2011 im Rahmen einer A-Stelle) das reichhaltige musikalische Angebot, das von Orgelkonzerten über Kammermusikabende bis hin zur Aufführung großer musikalischer Werke reicht.

## Glocken
Die Marienstiftskirche besitzt ein Geläut aus fünf Glocken. Die beiden kleinsten, darunter die Vaterunserglocke, befinden sich im Dachreiter. Drei größere hängen seit jeher im Stadtturm, der der Stadtbefestigung diente. Dort hängen sie im Glockengeschoss unterhalb der Wohnung des Türmers, der auch für das Läuten zuständig war. Bis auf die barocke Feuerglocke sind alle Glocken mittelalterlich, insbesondere die größte Glocke ist zeittypisch in schwerer Rippe gegossen, während die Feuerglocke durch ihre ebenfalls zeittypisch leichte Rippe trotz des geringen Tonhöhenunterschieds wesentlich kleiner ist.
| Nr. | Name (Funktion)     | Gussjahr | Gießer, Gussort              | Durchmesser (mm) | Höhe (mm) | Schlagton (HT-1/16) | Turm       | Inschriften | Bild |
| 1   | Anna, Festglocke    | 1400     | unbekannt                    | 1.380            | 1.180     | f1                  | Stadtturm  | + anno · domini · m° cccc° · anna + me · fvndi · ivssit · philippvs · nobilis · hic · sit + falckensteyn totvs · regim[ine] · tvnc b[e]n[e] · notvs + Dazu als Reliefs Christuskopf mit großem Nimbus, Bischofsbüste, Kruzifix mit Kleeblattendigungen und segnender Bischof.                                                             |      |
| 2   | Maria, Elfuhrglocke | 1517     | Nikolaus von Lothringen      | 1.230            | 910       | ges1                | Stadtturm  | · 1 · 5 · 1 · 7 · hoc \| opus \| effusum \| est \| magna \| cum \| laude \| decorum \| virginis \| ac \| matris \| regnantis \| cuncta \| per \| euum [=aevum] \| ni \| v \| loth· sowie HOC SIGNVM MAGNI REGIS EST und ein eingegossenes, flaches Kreuz mit erhöhten Punkten und Ranken.                                                 |      |
| 3   | Feuerglocke         | 1755     | Johann Peter Bach, Windecken | 1.050            | 780       | g1                  | Stadtturm  | ANNO 1755 REGENTE ILUSTRISSIMO COMITE AC DOMINO DOMINO CAROLO COMITE IN SOLMS LICH ETT [= etc] CIVITATIS LICHENSIS PRAEFECT[us] G P ROTH CONSUL[es] I P HIZEL ET P I SCWENCK HOC[c]E AES CASU QUODAM RIMAS PASSUM DE NOVA CONFILATUM PRISTINO RESTITUERE CLANGORI IN GOTTES NAHMEN FLOSS ICH JOHAN PETER BACH IN WINDECKEN GOSS MICH 1755 |      |
| 4   | Vaterunserglocke    | 1453     | unbekannt                    | 720              | 600       | d2                  | Dachreiter | \| Anno · d[o]m[ini] · m° cccc° liii° · Johan · brus · Tonitruum · rumpo · mortuum · defleo · sacreilegum · voco \| sowie iohan · laszen · bis · bau · meister · |      |
| 5   |                     |          | unbekannt                    | 350              | 260       |                     | Dachreiter | |      |